# The Show (пісня)
The Show (з англ. — Шоу) — пісня данського гурту Reddi, яка була випущена 10 лютого 2022 року. Ця пісня представляла Данію на Євробачення 2022, де посіла 13 місце у першому півфіналі, через що, відповідно, не змогла пройти до фіналу.

## Євробачення
Після жеребкування, що відбулося 25 січня 2022 року, стало відомо, що Данія виступить під 12 номером у першому півфіналі, який відбувся 10 травня 2022 року, між Хорватією та Австрією. Але, пісня зайняла 13 місце у півфіналі, через що не пройшла до фіналу.